# 银桦
银桦（学名：Grevillea robusta），为山龙眼科银桦属下的一个植物种。原產地為澳洲，現於台灣是常見的樹種。